# Hermann Staffehl

Hermann Staffehl

Hermann Staffehl (* 28. August 1873 in Ackerfelde; † 13. Juni 1939 in Biesen) war ein deutscher Politiker (DNVP).

## Leben und Wirken
Nach dem Besuch der Volksschule absolvierte Staffehl eine landwirtschaftliche Lehre. Von 1892 bis 1895 gehörte Staffehl dem Leib-Garde-Husaren-Regiment in Potsdam an. Danach war er erneut in der Landwirtschaft tätig. 1900 wurde er zum Gemeindevorsteher seiner Heimatgemeinde Biesen gewählt. Dieses Amt übte er mindestens bis 1920 aus.
1917 wurde Staffehl Mitglied des Kreistages, des Kreisausschusses und des Provinziallandtages. Bei der Gründung des Preußischen Staatsrates wurde Staffehl als Mitglied desselben gewählt. 
1919 trat er in die Deutschnationale Volkspartei (DNVP) ein. Bei der Reichstagswahl vom Mai 1928 wurde Staffehl als Kandidat der DNVP für den Wahlkreis 4 (Potsdam I) in den Reichstag gewählt, dem er bis zum September 1930 angehörte.
Daneben war Staffehl seit der Gründung des Reichslandbundes in diesem tätig und gehörte zeitweise auch dessen Bundesvorstand an. Ferner war er Führer der agrarischen Gruppe bei der Gründung des Verbandes der Preußischen Landgemeinden, zu dessen Vorsitzenden Staffehl 1922 gewählt wurde. In dieser Eigenschaft gehörte er seit 1926 auch dem Vorläufigen Reichswirtschaftsrat an.